# فرایند ۲ نانومتر
در ساخت نیم‌رسانا، فرایند ۲ نانومتری شکنج دای ماسفت بعدی پس از گره فرایند ۳ نانومتر است. از سال ۲۰۲۰، تی‌اس‌ام‌سی و اینتل هر دو محصولات ۲ نانومتری را در نقشه راه خود قرار داده‌اند که اولین تولید آن برای سال ۲۰۲۳ یا اخیراً برنامه‌ریزی شده‌است. از می ۲۰۲۲، تی‌اس‌ام‌سی قصد دارد تولید ۲ نانومتری را در پایان سال ۲۰۲۴ و تولید انبوه را در سال ۲۰۲۵ آغاز کند؛ اینتل تولید را در سال ۲۰۲۴، و سازنده تراشه کره جنوبی سامسونگ در سال ۲۰۲۵ را پیش‌بینی می‌کند.

## زمینه
در اواخر سال ۲۰۱۸، رئیس تی‌اس‌ام‌سی، مارک لیو پیش‌بینی کرد که مقیاس‌بندی تراشه تا ۳ نانومتر و گره‌های ۲ نانومتر ادامه یابد؛ با این حال، از سال ۲۰۱۹، سایر متخصصان نیم‌رسانا در مورد اینکه آیا گره‌های بیش از ۳ نانومتر می‌توانند موفقیت‌آمیز باشند، بلاتکلیف بودند.
تی‌اس‌ام‌سی در سال ۲۰۱۹ تحقیق در مورد ۲ نانومتر را آغاز کرد. تی‌اس‌ام‌سی انتظار دارد هنگام جابجایی از ۳ نانومتر به ۲ نانومتر، انواع ترانزیستورهای فین‌فت به جی‌ای‌ای‌فت انتقال یابد.
در مه سال ۲۰۲۱ آی‌بی‌ام اعلام کرد که به فناوری ساخت ۲ نانومتری دست یافته‌است.